# Neomenicola gibber
Neomenicola gibber is een eenoogkreeftjessoort uit de familie van de Lichomolgidae. De wetenschappelijke naam van de soort is voor het eerst geldig gepubliceerd in 1991 door Avdeev & Avdeev.